# Lagoa (Algarve)
Lagoa (portugisiskt uttal: [lɐˈɣo.ɐ]
 ( lyssna)) är en stad och kommun i regionen Algarve i södra Portugal.
Lagoa ligger ca 1 mil öster om Portimão. Riksvägen N125 går igenom Lagoa. Lagoa har två golfbanor i närheten som heter Gramacho och Vale da Pinta. Även Silves golfbana ligger bara några km från Lagoa.

## Indelning
Lagoa är indelad i fyra freguesias:
- Estômbar e Parchal
- Ferragudo
- Lagoa e Carvoeiro
- Porches

## Ortnamnet
Ortnamnet Lagoa härstammar från latinets lacuna (”liten sjö”).